# Stammheim
Pour les articles homonymes, voir Stammheim (homonymie).
Pour plus de détails, voir Fiche technique et Distribution.
Stammheim est un film de procès allemand réalisé par Reinhard Hauff, sorti en 1986.

## Synopsis
L'histoire du procès de militants terroristes de la Fraction armée rouge dans la prison de Stuttgart-Stammheim.

## Distribution
- Therese Affolter : Ulrike Meinhof
- Ulrich Tukur : Andreas Baader
- Sabine Wegner : Gudrun Ensslin
- Hans Kremer : Jan-Carl Raspe
- Ulrich Pleitgen : Président du tribunal
- Hans Christian Rudolph : Défenseur

## Récompenses et distinctions
- 1986 : Berlinale : Ours d'or du meilleur film[1]
- 1986 : prix FIPRESCI[2]